# Hespèrion XXI
A Hespèrion XXI egy középkori barokk zenével foglalkozó régizenei együttes. 1974-ben a svájci Bázelben alapította Hespèrion XX néven Jordi Savall katalán zenész (viola da gamba), felesége, Montserrat Figueras (szoprán), Lorenzo Alpert (fuvola, ütőhangszerek) és Hopkinson Smith (pengetős hangszerek) társaságában. Az együttes a  21. század elején Hesperion XXI-re változtatta a nevét. A "Hespèrion" név egy ógörög szóból ered, amely az olasz és az Ibériai-félszigeten élő népekre vonatkozott.
Az együttes a régi zene, különösen a 16. és 17. századi spanyol zene területén végzett tudományos munkájáról ismert. Előadási gyakorlatukat a korai darabok dallami és ritmikai alapstruktúrái körüli improvizáció bőkezű alkalmazása jellemzi, ami nagy érzelmi intimitást és közvetlenséget eredményez.

## Fordítás
Ez a szócikk részben vagy egészben  a   Hespèrion XXI című angol Wikipédia-szócikk ezen változatának fordításán alapul.  Az eredeti cikk szerkesztőit annak laptörténete sorolja fel. Ez a jelzés csupán a megfogalmazás eredetét és a szerzői jogokat jelzi, nem szolgál a cikkben szereplő információk forrásmegjelöléseként.